# Juan José Bueno y Leroux
Juan José Bueno y Le-Roux (Sevilla, 7 de febrero de 1820 - Sevilla, 25 de febrero de 1881) fue un abogado, literato, bibliotecario y bibliógrafo español, representante del costumbrismo andaluz, influido por Alberto Lista.

## Biografía
Miembro del Cuerpo de Archiveros, Bibliotecarios y Anticuarios, fue redactor y director de El Sevillano, fundador en 1838 de El Cisne y de su continuador El Nuevo Paraíso, y colaborador de La Ilustración Católica. Poeta precoz, con José Amador de los Ríos publicó una Colección de poesías escogidas (1839) en cuyo prólogo instaban al retorno a la escuela clásica castellana de Garcilaso, Fray Luis de León y Fernando de Herrera. Queda noticia de que animó una tertulia literaria en su propia casa. En ella trabó amistad con cervantistas como Mariano Pardo de Figueroa (el llamado Doctor Thebussem) y José María Asensio.
De su obra, pueden citarse sus coloristas silvas "A Sevilla", el poemario Lágrimas y pensamientos (1879), y su participación en Los españoles pintados por sí mismos con el artículo "El seise de la Catedral de Sevilla", lleno de curiosas noticias históricas sobre estos niños danzantes.